# Smicrornis brevirostris
El gerigón piquicorto o picotín (Smicrornis brevirostris),  es una especie de ave paseriforme perteneciente a la familia  Acanthizidae y el único miembro del género monotípico Smicrornis.  Es endémica de Australia

## Descripción
Es el pájaro más pequeño de Australia, con aproximadamente 9 cm de largo. Es un  pájaro cantor con  las alas de color marrón, ojos de color amarillo y las patas grises. Las plumas de la cola son de color marrón con una barra de color negro y manchas blancas en la punta. Los sexos son similares. 

## Distribución
El gerigón piquicorto se encuentra en bosques y selvas a través del continente Australiano . La dieta consiste principalmente de insectos y larvas. La hembra pone generalmente dos o tres huevos  de color marrón con manchas de color crema.

## Subespecies
Comprende las siguientes subespecies:
- Smicrornis brevirostris brevirostris
- Smicrornis brevirostris cairnsi
- Smicrornis brevirostris flavescens
- Smicrornis brevirostris mallee
- Smicrornis brevirostris mathewsi
- Smicrornis brevirostris occidentalis
- Smicrornis brevirostris ochrogaster
- Smicrornis brevirostris pallescens
- Smicrornis brevirostris stirlingi